# Крышталь, Олег Александрович
Олег Александрович Крышталь (род. 5 июля 1945 года, Киев) — украинский биофизик и нейрофизиолог. Академик Национальной академии наук Украины (1997). Лауреат Государственной премии СССР и Украины в области науки и техники. Доктор биологических наук (1981). Профессор (1983). Член-корреспондент АН СССР (впоследствии РАН) с 1987 года. Член Европейской академии (с 1990 года).

## Биография
Родился в семье энтомолога Александра Филипповича Крышталя, директора Каневского природного заповедника, впоследствии профессора кафедры физиологии беспозвоночных Киевского университета.
Окончил физический факультет Киевского университета по специальности «молекулярная физика» (1968).
С 1970 работает в Институте физиологии им. А. А. Богомольца НАН Украины на должностях младшего, затем старшего научного сотрудника, с 1982 года и поныне заведует в институте отделом физико-химической биологии клеточных мембран, с 2003 — заместитель директора, с 2010 — директор института.
Крышталь на сентябрь 2013 года входит в десятку наиболее цитируемых учёных Украины.
Под руководством учёного проходят исследования физико-химических и фармакологических свойств этих механизмов с применением ряда новых методов. Результаты научного поиска О. Кришталя обобщены в более чем 300 публикациях в международных и украинских журналах. Он соавтор научного открытия — явления избирательной проводимости мембраны сомы нервных клеток.
Много времени учёный уделяет подготовке молодых специалистов разных уровней: дипломников вузов, аспирантов, докторов. Под его руководством защищено более 20 кандидатских и докторских диссертаций.
Олег Кришталь работал как приглашённый профессор в университете Кюсю (Япония), Гарвардском (США), Мадридском университете Комплутенсе (Испания) и Пенсильванском университете (США).
Член редакционного совета журнала «Нейрофизиология», входит в редакционных коллегий нескольких международных журналов: «European Jornal of Neuroscience», «Neuroscience», «Physiological Rewiews», возглавляет Национальный комитет Украины по нейронаукам и является президентом Украинского физиологического общества.
Кроме науки, О. Крышталь увлекается литературной деятельностью, является автором двух романов: 1) роман «Гомункулус» (опубликован в журнале «Нева», 1995 г., получил золотую медаль журнала за лучший роман года, в 2000 г. издан во Франции под названием «Moi et Mon Double»); 2) роман-эссе «К пению птиц» (отрывок под названием «Даже молча мы кричим» издан в журнале «Октябрь») .
Бывший воспитанник Киевского национального университета им. Тараса Шевченко поддерживает тесные связи с этим учебным заведением. В отделе О. Кришталя всегда работают студенты-дипломники, которые впоследствии становятся его аспирантами.